# 沖浦ダム
沖浦ダム（おきうらダム）は、青森県黒石市、岩木川水系浅瀬石川（あせいしかわ）に建設されたダムである。ダム名は所在地右岸部の大字から命名されている。

## 概要
青森県が管理していた多目的ダムで、日本で初めて施工が開始された多目的ダムである。
高さ40.0mの重力式コンクリートダムで、浅瀬石川の治水と水力発電を目的に建設され1945年（昭和20年）に竣工した。
その後、建設省東北地方建設局（現在の国土交通省東北地方整備局）が、更なる治水と利水の強化を目的として、1988年（昭和63年）に浅瀬石川ダム（あせいしかわダム）を建設したことにより、ダム湖に水没し役割を終えた。ダム湖は虹の湖（にじのこ）と呼ばれており、浅瀬石川ダムのダム湖に継承されている。

## 目的
基準地点である温湯地点において計画高水流量（計画された最大限の洪水流量。過去最悪の洪水を基準とする）を、毎秒620トンから毎秒520トン（毎秒100トンのカット）に軽減させる洪水調節、黒石市など浅瀬石川流域の農地6,687haへ慣行水利権分の農業用水補給を図る不特定利水、並びに日本発送電による2,000kWのピーク時発電を行う発電である。
なお、戦後になって、日本発送電が過度経済力集中排除法に抵触し、1951年（昭和26年）の「電力事業再編令」による分割後、発電事業は東北電力に継承された。

## 沿革

### 着工
日本の土木技術理論において大正末期から昭和初期に掛けての第一人者であった物部長穂（内務省土木試験所長・東京帝国大学教授）は河川を一貫して開発し、従来別個に行っていた治水事業と利水事業を統合して開発する構想を打ち立てた。この「河水統制計画案」は内務省技官・青山士によって採用され、1935年（昭和10年）より「河水統制事業」として全国七河川一湖沼（諏訪湖）で推進する事とした。後の河川総合開発事業のはしりである。
その七河川（奥入瀬川・浅瀬石川・鬼怒川・江戸川・相模川・錦川・小丸川）の一つに浅瀬石川が挙げられ、青森県は岩木川水系の治水事業を1919年（大正8年）より進めていたが、万全な対応を図るべく、「岩木川河川水統制事業」として、洪水調節・かんがい・水力発電を目的とした総合開発を進めた。そして根幹施設として浅瀬石川本川に多目的ダムを建設し治水・利水を図ろうとした。こうして1933年（昭和8年）より建設が始まり、1945年（昭和20年）に完成したのが沖浦ダムである。
日本でこれ以前に建設されたダムは、かんがい・発電・水道の何れか単独目的でしか建設されていなかったため、沖浦ダムは日本で最初に建設に着手された多目的ダムとなった。但し、日本で最初に完成した多目的ダムは、同じく1935年より河水統制事業が実施された錦川で、山口県によって建設された向道ダム（重力式コンクリートダム・堤高43.3m）が最初であり、1940年（昭和15年）に完成している。

## 竣工後
完成当初は非常用洪水吐4門・常用洪水吐5門を備えていたが、洪水による損傷や堆砂の進行で常用洪水吐が故障し、管理運営に支障を来たしていたため、1964年（昭和39年）と1965年（昭和40年）の2度に亘り改修工事を行い、完成当初の水門は全て閉鎖・撤去、新たに天端部に2門の常用洪水吐を備え、洪水調節能力を改善した。
1965年の改修以後も流域の水害軽減に貢献していたが、ダムの洪水調節流量を上回る水害の発生や流域市町村の人口増加に伴う水需要の増大など、当初の予測を超える事象が発生、次第に沖浦ダムだけでは対応しきれなくなった。
このため建設省東北地方建設局は、岩木川水系を1966年（昭和41年）に一級水系に指定、総合的な治水対策を行うこととし、沖浦ダムが建設されていた浅瀬石川に新たな多目的ダムである浅瀬石川ダムを計画した。1988年（昭和63年）に浅瀬石川ダムが完成したことにより完全に水没し、43年間にわたって流域の発展に寄与してきた歴史に幕を下ろした。